# Ministère de l'Énergie, des Mines et des Carrières
Le ministère de l'Énergie, des Mines et des Carrières est un département ministériel du gouvernement au Burkina Faso.

## Description

### Siège
Le ministère chargé de l'Energie, des mines et des carrières a son siège à Ouagadougou. 

### Attributions
Le ministère s'occupe de l'énergie, des mines et des carrières. 

### Ministres
- 25 octobre 2022 - 17 Décembre 2023, Simon-Pierre Boussim, limogé à la suite de la baisse de l'exportation d'or en 2022[2].
- 17 décembre 2023 - ... Yacouba Zabre Gouba, Inspecteur du Trésor[3].